# 오마에 아카네
오마에 아카네(일본어: 大前 茜, 1982년 8월 21일 ~ )는 일본의 성우이다. 켄 프로덕션 소속. 1999년 《마루코는 아홉살》로 데뷔하였고, 애니메이션 《스즈미야 하루히의 우울》의 모리 소노 역. 게임 《젤다의 전설 대지의 기적》의 젤다 역 등을 맡았다. 2010년 은퇴하였다.

## 출연작

### 텔레비전 애니메이션
1999년
- 마루코는 아홉살 - 요코짱

2002년
- 아즈망가 대왕 - 치히로
- 키디 그레이드 - 슈발리에 도트리슈(6세)
- 초중신 그라비온 - 세실

2003년
- 카레이도스타 - 애니

2005년
- 코텐코텐코 - 피크짱
- 마법선생 네기마 - 시이나 사쿠라코

2006년
- 스즈미야 하루히의 우울 - 모리 소노

### 게임
2009년
- 젤다의 전설: 대지의 기적 - 젤다

2011년
- 스즈미야 하루히 짱의 마작 - 모리 소노